# Березовий (річка)
Березовий — річка у Міловському та Біловодському районах Луганської області, права притока Комишної.

## Опис
Довжина річки 14  км, похил річки — 2,0 м/км. Формується з декількох безіменних струмків та водойм. Площа басейну 104 км².

## Розташування
Березовий бере початок з водойми в селі Журавське. Тече переважно на південний захід в межах села Кирносове. На околиці села Зелеківки впадає у річку Комишну, праву притоку Деркулу.